# Sarariman
Sarariman (v katakaně サラリーマン) je japonský termín pro úředníka, zaměstnance velkého podniku. Slovo je japonskou obdobou anglického výrazu salaried man.
Typický sarariman je muž v obleku a kravatě, celý den sedící za úřednickým stolem. Termín má i mnohé negativní konotace. Japonská firemní kultura je založená na silné pospolitosti a zodpovědnosti k ostatním. Počítá s „dobrovolnými“ přesčasy (sábisu zangjó) připočítanými k již tak na evropské poměry dlouhé pracovní době. Sarariman představuje v rámci firmy zaměstnance spíše v podřízeném postavení s dlouhou pracovní dobou, nízkým platem a celkově malou prestiží. Právě k tomuto prostředí se vztahuje i termín karóši (smrt z přepracování). K typickým zalibám sararimana patří společné popíjení s kolegy po práci, golf či mahjong.